# لورد نيل كامبل
لورد نيل كامبل (بالإنجليزية: Lord Neill Campbell)‏ هو سياسي أمريكي، ولد في 1610 في اسكتلندا في المملكة المتحدة، وتوفي بنفس المكان في 1 أبريل 1692.